# アラン・シヴィル
アラン・シヴィル（Alan Civil、OBE、1929年6月13日 - 1989年3月19日）は、イギリスのホルン奏者。
ノーサンプトンの出身。少年時代からホルンを始め、10代で軍楽隊に参加した。デニス・ブレインの父オーブリーに師事。指揮者のトーマス・ビーチャムによって、デニス・ブレインの次席奏者としてロイヤル・フィルハーモニー管弦楽団に採用される。デニス・ブレインがフィルハーモニア管弦楽団に移籍すると、首席奏者を引き継いだ。1955年に、シヴィル自身もフィルハーモニア管に異動し、1957年にブレインが自動車事故で死去すると、首席ホルン奏者に就任した。1960年代に、ベルリン・フィルハーモニー管弦楽団への入団を打診されたが、アラン・シヴィルはフィルハーモニア管弦楽団に留任し続けた。1966年にBBC交響楽団の首席ホルン奏者に就任し、1988年に引退するまでその座を守った。また、王立音楽大学でも教鞭を執っている。1985年に大英帝国勲章を授与された。
独奏者としてモーツァルトの協奏曲や、ベンジャミン・ブリテンの「セレナード」などが著名な録音である。アラン・シヴィル・ホーン・トリオを結成して室内楽曲も録音した。ビートルズのアルバム『リボルバー』において「フォー・ノー・ワン」の間奏でホルンを吹いており、ビートルズのレコーディングで名前がクレジットされた5人のセッション・ミュージシャンの1人となっている。
1989年、ロンドンのキングス・カレッジ病院にて、肝不全および腎不全により亡くなった。